# Aisy-sur-Armançon
Aisy-sur-Armançon là một xã ở tỉnh Yonne trong vùng Bourgogne của Pháp.

## Hành chính
| Danh sách các thị trưởng               |               |                   |      |         |
| Giai đoạn                              | Giai đoạn     | Tên               | Đảng | Tư cách |
| 1900                                   | 1902          | Alexandre COQUEAU |      |         |
| 1902                                   | 1904          | Olympe SOUPE      |      |         |
| 1905                                   | 1919          | Alexandre COQUEAU |      |         |
| 1919                                   | 1925          | Sosthène THOLOSE  |      |         |
| 1925                                   | 1933          | Alexandre COQUEAU |      |         |
| 1933                                   | mai 1944      | Emile LUYT        |      |         |
| mai 1944                               | novembre 1944 | Louis POMMIER     |      |         |
| 1944                                   | 1947          | Hector CHOUREAU   |      |         |
| 1947                                   | 1959          | Georges MOUNICQ   |      |         |
| 1959                                   | 1971          | Serge BONNETON    |      |         |
| 1971                                   | 1977          | René FOURNIER     |      |         |
| 1977                                   | 1983          | Edmond CHANTRIER  |      |         |
| 1983                                   | 2001          | Marcel PARIZOT    |      |         |
| 2001                                   |               | Roland BRUGRAF    |      |         |
| Tất cả các dữ liệu trước đây không rõ. |               |                   |      |         |

## Thông tin nhân khẩu
| Năm | 1962 | 1968 | 1975 | 1982 | 1990 | 1999 |
| --- | ---- | ---- | ---- | ---- | ---- | ---- |
| Dân số | 383  | 402  | 352  | 308  | 278  | 277  |
| From the year 1962 on: No double counting—residents of multiple communes (e.g. students and military personnel) are counted only once. |      |      |      |      |      |      |